# Pharnace Ier
Pharnace Ier (en grec moderne : Φαρνάκης Α'), mort en 170 av. J.-C., est un roi du Pont de la dynastie des Mithridatides qui règne de 184 av. J.-C. à 170 av. J.-C.

## Biographie
Pharnace Ier est le fils aîné et successeur de Mithridate III.
Sa politique d'expansion territoriale vers le Pont-Euxin (mer Noire) et la prise de la ville de Sinope en 183 av. J.-C., ainsi que vers la Cappadoce et la Galatie se heurte à Eumène II de Pergame, qui est l'allié de Rome.
À la tête d'une coalition, Eumène II attaque alors le roi du Pont qui tente de se justifier par l'envoi d'une ambassade à Rome en 183-182 av. J.-C. Le conflit est réglé par l'entremise d'une commission romaine, bien entendu toute acquise à Eumène II. Bien que le conflit ait été soumis à l'arbitrage de Rome, Pharnace Ier reprend le combat dès 180 av. J.-C. ; il envoie un de ses généraux, Léôcritos, avec 10 000 hommes en Galatie et noue une alliance avec un roi galate, Gézatorix. Eumène II et son frère Attale, alliés à Ariarathe IV de Cappadoce, contre-attaquent et envahissent le territoire des Môkisiens en Galatie.
Devant la puissance de cette offensive, Pharnace Ier accepte de traiter et la paix est établie pour toujours entre Eumène II, Prusias II et Ariarathe IV d'un côté et Pharnace Ier et son allié Mithridate, « satrape d'Arménie », qui doit s'engager à verser de son côté 300 talents pour avoir pris les armes contre Ariarathe IV. Selon le traité conclu en 179, Pharnace Ier doit abandonner ses conquêtes sauf Sinope dont il fait sa capitale.
À sa mort, le trône est occupé par son frère Mithridate IV Philopatôr, qui prend également le surnom de Philadelphôs (« qui aime son frère »).

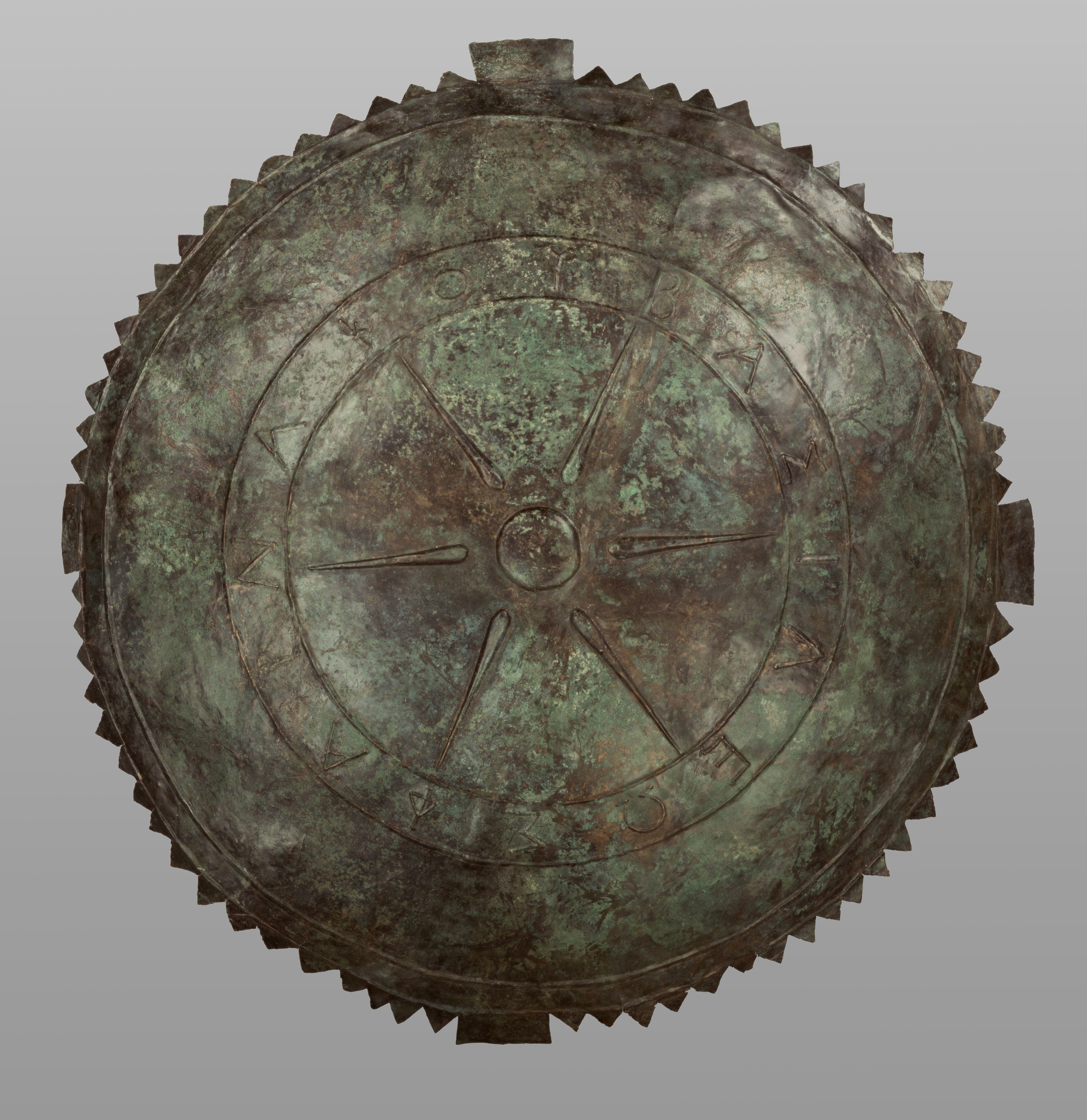
Bouclier en bronze au nom du roi Pharnakes, Villa Getty (80.AC.60).
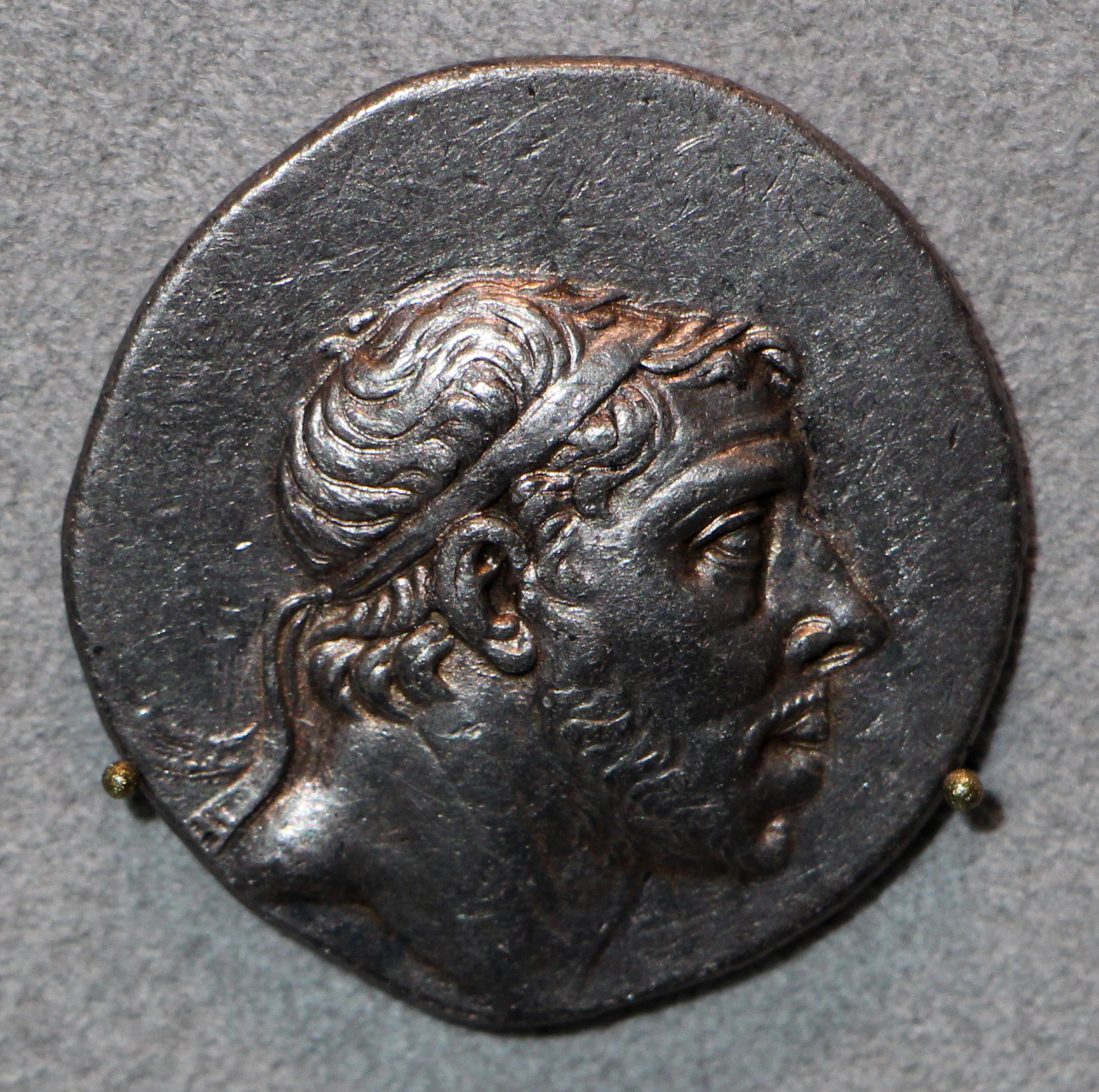
Tétradrachme de Pharnace Ier du Pont.

## Famille

### Mariage et enfants
De son mariage en 172 av. J.-C. avec la princesse séleucide Nysa, fille d'Antiochos le Jeune, il eut :
- Mithridate V ;
- Nysa (en), épouse d'Ariarathe V de Cappadoce.